# 262705 Vosne-Romanée
262705 Vosne-Romanée è un asteroide della fascia principale. Scoperto nel 2006, presenta un'orbita caratterizzata da un semiasse maggiore pari a 2,4089386 au e da un'eccentricità di 0,1358835, inclinata di 3,53382° rispetto all'eclittica.
L'asteroide era stato inizialmente battezzato 262705 Vosne-Romanee per poi essere corretto nella denominazione attuale.
L'asteroide è dedicato al villaggio di Vosne-Romanée, situato in una zona viticola della Borgogna .